# Episodi di Grani di pepe (diciassettesima stagione)
La diciassettesima stagione della serie televisiva Grani di pepe è stata trasmessa in prima visione in Germania dal 20 febbraio al 27 marzo 2021 sul canale televisivo Das Erste.
| N° | Titolo originale         | Titolo italiano                  | Prima TV Germania | Prima TV Italia |
| -- | ------------------------ | -------------------------------- | ----------------- | --------------- |
| 1  | Wunderland               | Le meraviglie del Wunderland     | 20 febbraio 2021  | 3 marzo 2025    |
| 2  | Im Darknet               | In rete                          | 20 febbraio 2021  | 4 marzo 2025    |
| 3  | Vergiftet                | Avvelenamento                    | 27 febbraio 2021  | 5 marzo 2025    |
| 4  | Wahlkampf                | Campagna elettorale              | 27 febbraio 2021  | 6 marzo 2025    |
| 5  | Der Thron der Ashanti    | Il trono degli Ashanti           | 6 marzo 2021      | 7 marzo 2025    |
| 6  | Die Himbeerkuchen-Hacker | Torta ai lamponi                 | 6 marzo 2021      | 10 marzo 2025   |
| 7  | Die Pfefferspray-Lüge    | Spray al peperoncino             | 6 marzo 2021      | 11 marzo 2025   |
| 8  | Giftige Fässer           | Bidoni tossici                   | 13 marzo 2021     | 12 marzo 2025   |
| 9  | Hausboot im Not          | Emergenza alla casa galleggiante | 13 marzo 2021     | 13 marzo 2025   |
| 10 | Blaue Flecken            | Lividi                           | 13 marzo 2021     | 14 marzo 2025   |
| 11 | Der rote Elefant         | L'elefante rosso                 | 27 marzo 2021     | 17 marzo 2025   |
| 12 | Im Rolli                 | Sedia a rotelle                  | 27 marzo 2021     | 18 marzo 2025   |
| 13 | Lebensretter             | Salvavita                        | 27 marzo 2021     | 19 marzo 2025   |

## Le meraviglie del Wunderland
- Scritto da: Andrea Katzenberger
- Diretto da: Andrea Katzenberger

## In rete
- Scritto da: Anja Jabs
- Diretto da: Andrea Katzenberger

## Avvelenamento
- Scritto da: Andrea Katzenberger
- Diretto da: Andrea Katzenberger

## Campagna elettorale
- Scritto da: Jörg Reiter
- Diretto da: Andrea Katzenberger

## Il trono degli Ashanti
- Scritto da: Jörg Reiter
- Diretto da: Daniel Drechsel-Grau

## Torta ai lamponi
- Scritto da: Barbara Miersch
- Diretto da: Daniel Drechsel-Grau

## Spray al peperoncino
- Scritto da: France Dübel
- Diretto da: Daniel Drechsel-Grau

### Trama
Questo episodio ha ottenuto una nomination al Goldener Spatz del 2021 nella categoria "miglior serie in live-action".

## Bidoni tossici
- Scritto da: Anja Jabs
- Diretto da: Daniel Drechsel-Grau

## Emergenza alla casa galleggiante
- Scritto da: Anja Jabs
- Diretto da: Daniel Drechsel-Grau

## Lividi
- Scritto da: Julia Thürnagel
- Diretto da: Daniel Drechsel-Grau

## L'elefante rosso
- Scritto da: Andrea Katzenberger
- Diretto da: Philipp Scholz

## Sedia a rotelle
- Scritto da: Silija Clemens
- Diretto da: Philipp Scholz

## Salvavita
- Scritto da: Silija Clemens
- Diretto da: Philipp Scholz